# Koller
Koller är ett samlingsnamn, särskilt i äldre tider, för hjärnlidande hos vissa husdjur, särskilt häst.
Rasande koller orsakas av inflammation i hjärnan eller dess hinnor och brukar börja med oro, ibland med raseri eller krampanfall, varpå följer ett stadium av slöhet, tvångsrörelser, aptitlöshet och ibland förlamningssymptom.
Dumkoller eller hjärnvattusot beror på att vätskemängden i hjärnventriklarna ökar och trycker på kringliggande vävnad. Hästen intar onaturliga ställningar, lystrar ej, slutar nästan att äta och blir gärna stående med tuggan i munnen.
Koller trotsar i allmänhet varje form av behandling.